# ネイチャーバーガー
ネイチャーバーガーは、かつて吉本興業（東京本社）に所属していたお笑いコンビ。2015年4月結成、2025年6月解散。NSC東京校21期生。神保町よしもと漫才劇場を主舞台として活動していた。

## メンバー
三浦 リョースケ（みうら リョースケ、1992年7月16日 - ）（33歳）
ボケ担当。
本名は、三浦 稜将（みうら りょうすけ）。山口県下関市生まれ、福岡県北九州市出身。豊国学園高等学校・九州共立大学卒業。中高教員免許第1種（保健体育）所持。身長180 cm、体重75 kg。血液型AB型。
愛称は「三浦さん」、ファンの総称は「みうらー」。
特技はバレーボール（競技歴14年）、料理。
5人兄妹の三男。父は自衛官だったが2士で定年退職した。
事務所の先輩である鈴木もぐら（空気階段）と同じ歌舞伎町のカラオケバーでアルバイトしている。
熟女好きで、2018年2月15日放送の『アメトーーク!』「熟女芸人その後…」へ出演。
NSCの入学説明会でゲストとして来ていたバンビーノに「いい感じの相方見つけたら売れる」と言われ、入学後して間もなくコンビを結成した。
2025年6月16日、自身のXにて、NSCの6期後輩であるかざ杜（元ミヤコジマ）との新コンビ「あさがお」の結成を発表。

笹本 はやて（ささもと はやて、1991年7月4日 - ）（34歳）
ツッコミ担当。
本名は、笹本 颯（読み同じ）。石川県金沢市出身、駒澤大学文学部国文学科卒業。身長168 cm、体重71 kg。
愛称は「やてちゃん」「はやちゃん」「笹本さん」、ファンの総称は「ダチ」。
特技はフリースタイルラップ。大学時代、DJの友人にラッパーばかりのバーベキューに連れて行かれ、無茶振りでフリースタイルラップをさせられたことがきっかけでのめり込んだ。
2025年4月3日、海外のオンラインカジノで賭博をしたとして、笹本ら吉本所属のお笑い芸人6人が単純賭博容疑で書類送検された。5月22日、6人が同罪で略式起訴された。東京簡裁は6月2日までに、6人にいずれも罰金10万円の略式命令を出した。

## 概要
- 2015年4月結成。コンビ名は、命名の際いた場所と状況に由来。2人でロッテリアにいた際、三浦がアートネイチャーの建物を見かけて笹本がハンバーガーを持っていたため、その2つを合わせた造語をコンビ名とした。
- 2020年1月から2021年5月まで泥水すすり隊のメンバーとしても活動。
- 2020年2月、神保町よしもと漫才劇場のグランドライブバトルで優勝を果たし、劇場のSクラスに所属[15]。
- 2022年4月14日、「大宮セブン」に続く大宮ラクーンよしもと劇場の新ユニットとして「オーミヤンズ5」が結成され、そのメンバーに選ばれた[16]。
- 2025年6月10日、両者がそれぞれのSNSにてコンビ解散を発表した[17][18]。

## 芸風
主に漫才。笹本の独特なスタイル（腰に手を当て三浦を指差すポーズをしながら、急にボルテージを上げてキレだす）のツッコミが特徴の喧嘩漫才を得意とする。このスタイルを、本人たちは「相手の核心を突く秘技『ディープ』」と呼んでいる。

## 出囃子
King Gnu「飛行艇」

## 賞レース

### M-1グランプリ
| 年度             | 結果         | 会場                   | エントリー No. | 日付     |
| ---------------- | ------------ | ---------------------- | -------------- | -------- |
| 2015年（第11回） | 1回戦敗退    | 新宿シアターモリエール | 575            | 8月28日  |
| 2016年（第12回） | 1回戦敗退    | 新宿シアターモリエール | 400            | 8月5日   |
| 2017年（第13回） | 1回戦敗退    | ハーモニックホール     | 1100           | 8月23日  |
| 2018年（第14回） | 3回戦進出    | ルミネtheよしもと      | 1273           | 10月15日 |
| 2019年（第15回） | 3回戦進出    | ルミネtheよしもと      | 829            | 11月9日  |
| 2020年（第16回） | 準々決勝進出 | NEW PIER HALL          | 2123           | 11月17日 |
| 2021年（第17回） | 準々決勝進出 | ルミネtheよしもと      | 818            | 11月16日 |
| 2022年（第18回） | 3回戦進出    | よしもと有楽町シアター | 1776           | 10月31日 |
| 2023年（第19回） | 3回戦進出    | KANDA SQUARE HALL      | 1813           | 11月6日  |
| 2024年（第20回） | 準々決勝進出 | ルミネtheよしもと      | 2450           | 11月22日 |

## 出演

### テレビ
- アメトーーク!「熟女芸人 その後…」（テレビ朝日系列、2018年2月15日）三浦のみ
- ザ・ベストワン（TBS系列、2020年3月15日）
- EXITV〜FODの新作・名作をPon!Pon!見せまくり!!〜（フジテレビ系列、2020年10月22日より不定期）
- 有田ジェネレーション（TBS系列、2020年11月23日）
- 日本で一番早いお笑いバトル!フットンダ王決定戦2021（日本テレビ系列、2021年1月1日）
- ネタ祭り!2021春!!（テレビ朝日系列、2021年3月2日）

### ラジオ
- マイナビ Laughter Night（TBSラジオ、2019年12月20日）
- 秋場信人と泥水すすり隊の「美ら水すすり隊｣（FM那覇、2020年4月1日[21] - 2021年3月31日）
- ネイチャーバーガーの「あのさ〜ちょっと狛江で話さな〜い?｣（狛江ラジオ放送、2021年3月11日[22] - ） - 毎月偶数週木曜日
- 秋場信人×TEAM BANANA×泥水すすり隊の「美らバナナすすり隊｣（FM那覇、2021年4月[23] - 7月7日）